# Gewindeschneidmutter
Eine Gewindeschneidmutter, die auch selbstschneidende Mutter oder Reparaturmutter genannt wird, dient zum Nachschneiden eines defekten, d. h. durchgedrehten, ausgebrochenen oder korrodierten Gewindes eines Gewindebolzens oder einer Schraube.
Sie ähnelt im Aussehen einer normalen Schraubenmutter, ist aber aus gehärtetem Stahl gefertigt und hat ein Schneidgewinde. 
Die Verwendung einer Gewindeschneidmutter erspart das vorherige Nachschneiden des Gewindes mit einem Gewindeschneideisen. Es wird lediglich ein gewöhnlicher Schraubenschlüssel, Ringschlüssel, Steckschlüssel, Bohrschrauber oder ähnliches benötigt.
Es gibt Gewindeschneidmuttern in metrischen oder zölligen Ausführungen. 
Reparaturmuttern eignen sich in der Regel nicht zum Schneiden eines neuen Gewindes, sondern nur zum Nachschneiden eines bestehenden und noch nicht völlig zerstörten Gewindes. Reparaturmuttern haben oft ein Untermaß, schneiden also ein etwas kleineres Gewinde aus einem ursprünglich normgerechten Gewinde.
Ein Satz von Schneidmuttern verschiedener Größen gehört oft zur Ausstattung von Militär- oder Expeditionsfahrzeugen, um unterwegs schnelle Reparaturen vornehmen zu können. 
Reparaturmuttern finden gegebenenfalls auch Verwendung, wenn ein festsitzender Gewindebolzen nicht ersetzt werden kann oder defekte Original-Schrauben von historischen Fahrzeugen weiter verwendet werden sollen. 